# Palazzolo dello Stella
Palazzolo dello Stella (friuli nyelven Palaçûl, helyi nyelvjárásban Palassôl) település Olaszországban, Friuli-Venezia Giulia régióban, Udine megyében. Lakosainak száma 2822 fő (2023. január 1.). Palazzolo dello Stella Marano Lagunare, Muzzana del Turgnano, Precenicco, Rivignano Teor, Latisana, Pocenia és Ronchis községekkel határos.

## Népesség
A település népességének változása:
| Lakosok száma | 2961 | 2893 | 2822 |
|               | 2017 | 2018 | 2023 |

## Testvérvárosok
- Gratkorn, Ausztria